# Clerodendrum buchananii
Clerodendrum buchananii är en kransblommig växtart som först beskrevs av William Roxburgh, och fick sitt nu gällande namn av Wilhelm Gerhard Walpers. Clerodendrum buchananii ingår i släktet Clerodendrum och familjen kransblommiga växter. Utöver nominatformen finns också underarten C. b. fallax.

## Bildgalleri

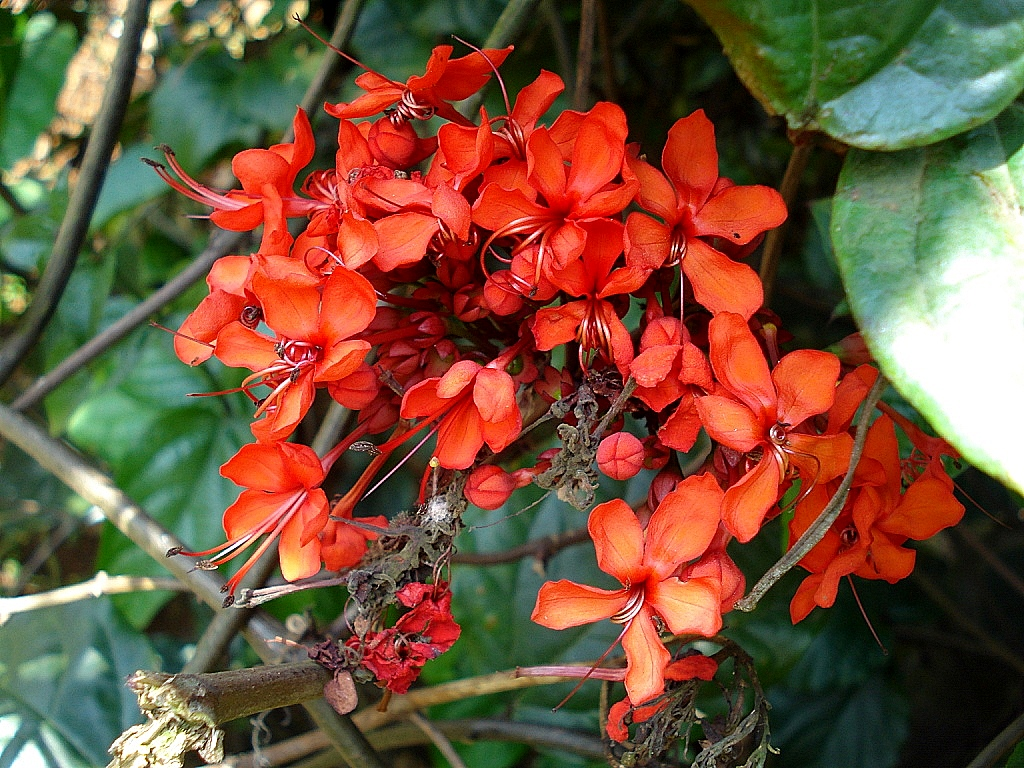